# 突击风暴
《突击风暴》（又譯作突襲）是由韩国游戏开发商GameHi公司开发的第一人称射击类网络游戏。《突袭》一名是之前神州奥美公司在大陆代理时候使用的名字，台湾延续该名。
盛大遊戲代理後則使用了新名字《突擊風暴》；之後台灣遊戲怪獸宣布於2011年9月30日關閉伺服器，更換遊戲橘子代理後也使用了《突擊風暴》這個名稱。

## 營運

### 中國大陆
- 2007年2月3日《突袭OL》進行首次封测[3]。
- 2007年8月8日不刪檔内測[4]。
- 2010年1月1日神州奥美停止所有遊戲服務[5]。
- 2010年9月10日盛大遊戲宣布代理突击风暴[6]。
- 2011年1月20日首輪封測[7]。
- 2011年5月6日第二次封测[8]。
- 2011年7月8日开启不删档内测[9]。
- 2011年8月18日开放测试[10]。
- 2012年12月30日突击风暴服务器关闭[11]。

### 台灣
- 2008年8月5日《SAO 突襲Online》首次封測[12]。
- 2008年8月25日公測[13]。
- 2011年9月30日《SAO 突襲Online》關閉伺服器服務。
- 2011年12月30日遊戲橘子宣布代理《SAO》[14]
- 2012年2月6日遊戲橘子宣布中文名稱將定名為《突擊風暴》。[2]
- 2012年4月18日公測[15]
- 2014年4月17日《突擊風暴》關閉伺服器。

## 續作
2008年10月29日宣布正開發其遊戲續作《突襲 2 Online》，並正式與CJ Internet 簽訂韓國代理權的契約，預定將會在2010年冬季登場。2011年被韓國外媒報導指出遊戲研發進度相當緩慢。於2016年7月6日由韓國原廠Nexon上線營運，由於部分情色的爭議，同月29日宣布《突擊風暴2》將於9月29日關閉營運，也宣布將停止進軍日本市場。

## 相關網站
- 中國官方網站( 結束營運 )
- 台灣官方網站 （页面存档备份，存于）( 結束營運 )
- 台灣官方網站 （页面存档备份，存于）( 結束營運 )
- 美國官方網站( 結束營運 )
- 韓國官方網站
- 日本官方網站( 結束營運 )
- 新馬官方網站( 结束營運 )
- 拉丁官方網站 （页面存档备份，存于）( 结束營運 )
- 巴西官方網站 （页面存档备份，存于）( 结束營運 )